# Carl Ferdinand von Stumm-Halberg
Carl Ferdinand Freiherr von Stumm-Halberg (jusqu'en 1888 : Carl Ferdinand Stumm) (né le 30 mars 1836 à Sarrebruck - mort le 8 mars 1901 au château d'Halberg (de)) est un industriel et un homme politique prussien.
Riche industriel, Stumm-Halberg a été député au Reichstag pour le parti conservateur. Il a exercé une grande influence sur l'empereur Guillaume II.

## Biographie

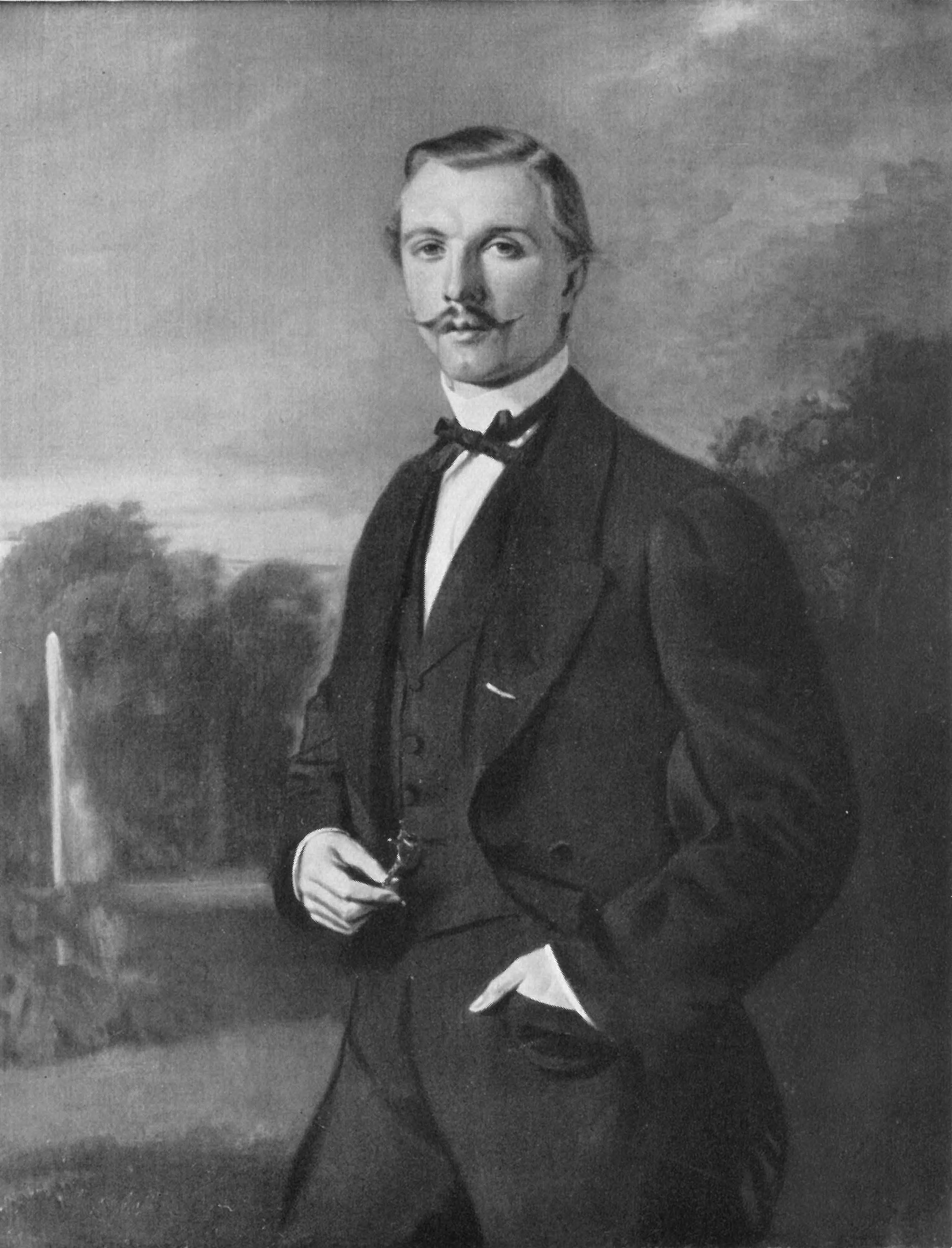
Carl Ferdinand von Stumm-Halberg

Carl Ferdinand Stumm est né dans le palais de son grand-père Friedrich Philipp Stumm (de) (1751-1835) sur la Ludwigsplatz à Sarrebruck. À l'âge de 22 ans, le 1er avril 1858, il rejoint la société Gebrüder Stumm (de) et prend la direction de l'usine sidérurgique de Neunkirchen (de). Ce faisant, il suit les traces de son père Carl Friedrich Stumm (de) (1798-1848), qui s'est suicidé et dirige l'entreprise en tant que propriétaire unique depuis 1835. Stumm est issu de la famille d'industriels Stumm, qui a acheté l'usine sidérurgique de Neunkirch et des parts dans d'autres usines sidérurgiques de la région de la Sarre le 22 mars 1806. En 1848, l'oncle de Carl Ferdinand, Carl Böcking, reprend la direction de la sidérurgie, afin que le jeune homme puisse compléter sa formation: après l'école secondaire de Mayence et le célèbre lycée technique de Siegen, où il est diplômé du lycée à l'âge de 16 ans, il obtient de 1852 à 1854 des stages à l'usine de Neunkirchen et à l'usine sidérurgique de Sayn (de), puis visite toutes les plus grandes forges du Bas-Rhin et de Westphalie, effectue son service militaire volontaire d'un an dans le régiment de dragons de la Garde et étudie le droit, la science politique et la métallurgie à Bonn et Berlin jusqu'en 1858. Depuis 1857, il est membre du Corps Guestphalia Bonn.
Carl Ferdinand se marie le 31 mai 1860 avec sa cousine de 2e degré à Asbacherhütte Ida Charlotte Böcking (1839-1918), issue d'une dynastie industrielle liée par mariage aux Stumm et petite-fille de l'ancien conseil de montagne prussien et maire de Sarrebruck Heinrich Böcking (de). Le mariage a cinq enfants. Mais il n'y a pas de successeur parmi eux pour diriger l'entreprise après sa mort, pas même parmi les gendres. Il prend part à la guerre de 1870/71 en tant qu'officier, Rittmeister de la Landwehr prussienne et reçoit la Croix de fer.

### Entrepreneur
Les usines de Fischbach et Halberg sont vendues en 1860 et la production est concentrée à Neunkirchen. À cette époque, 10 000 t de fonte brute sont soufflées et 26 000 t traitées à Neunkirchen, soit 1/33 de la consommation annuelle de l'Allemagne. Sous la direction de Carl Ferdinand, qui dirige seul l'entreprise familiale depuis la retraite de Carl Böcking en 1871 jusqu'à sa mort en 1901, la société Gebrüder Stumm devient un leader du marché de l'industrie sidérurgique. En 1891, une nouvelle usine de hauts fourneaux est mise en service près d'Ueckingen, qui dépasse Neunkirchen en termes de production de fonte brute (107 000 t à Neunkirchen en 1901, 157 000 t à Ueckingen). La fonderie emploie 1200 travailleurs et 3000 personnes à charge à Neunkirchen en 1861, et 4 219 travailleurs et 10 716 personnes à charge en 1900. En 1900, la commission du budget du Reichstag est arrivée à la conclusion que Krupp et Stumm, les deux seuls producteurs de plaques de blindage, se sont entendus sur les prix. Les dépenses du Reich en plaques de blindage, réparties sur 16 ans, s'élèvent donc à 260 millions de marks. Pour Krupp et Stumm, 130 millions de marks de ces dépenses sont restés sous forme de bénéfice net.
Comme Carl Ferdinand Stumm n'a pas de descendant masculin, la tradition familiale consistant à ne transmettre la société qu'à un seul fils ne peut être poursuivie. Après la mort de Stumm, le directeur commercial Theodor Zilliken et le directeur technique Fritz Horn rejoignent temporairement l'entreprise en tant qu'associés personnellement responsables le 4 avril 1901, mais aucun des copropriétaires n'est en mesure d'assumer ce rôle de manière permanente. Il est donc impossible de continuer en tant que société en commandite. Le 31 En mars 1903, la société est transformée en société à responsabilité limitée et porte désormais le nom de Gebr. Stumm GmbH. Le frère de Carl Ferdinand, l'ancien ambassadeur Ferdinand Eduard von Stumm (de), est nommé président du conseil de surveillance. Les héritiers de Carl Ferdinand sont représentés par son gendre aîné, le lieutenant général Conrad von Schubert (de), devient vice-président du conseil de surveillance :127–128.

### Politique

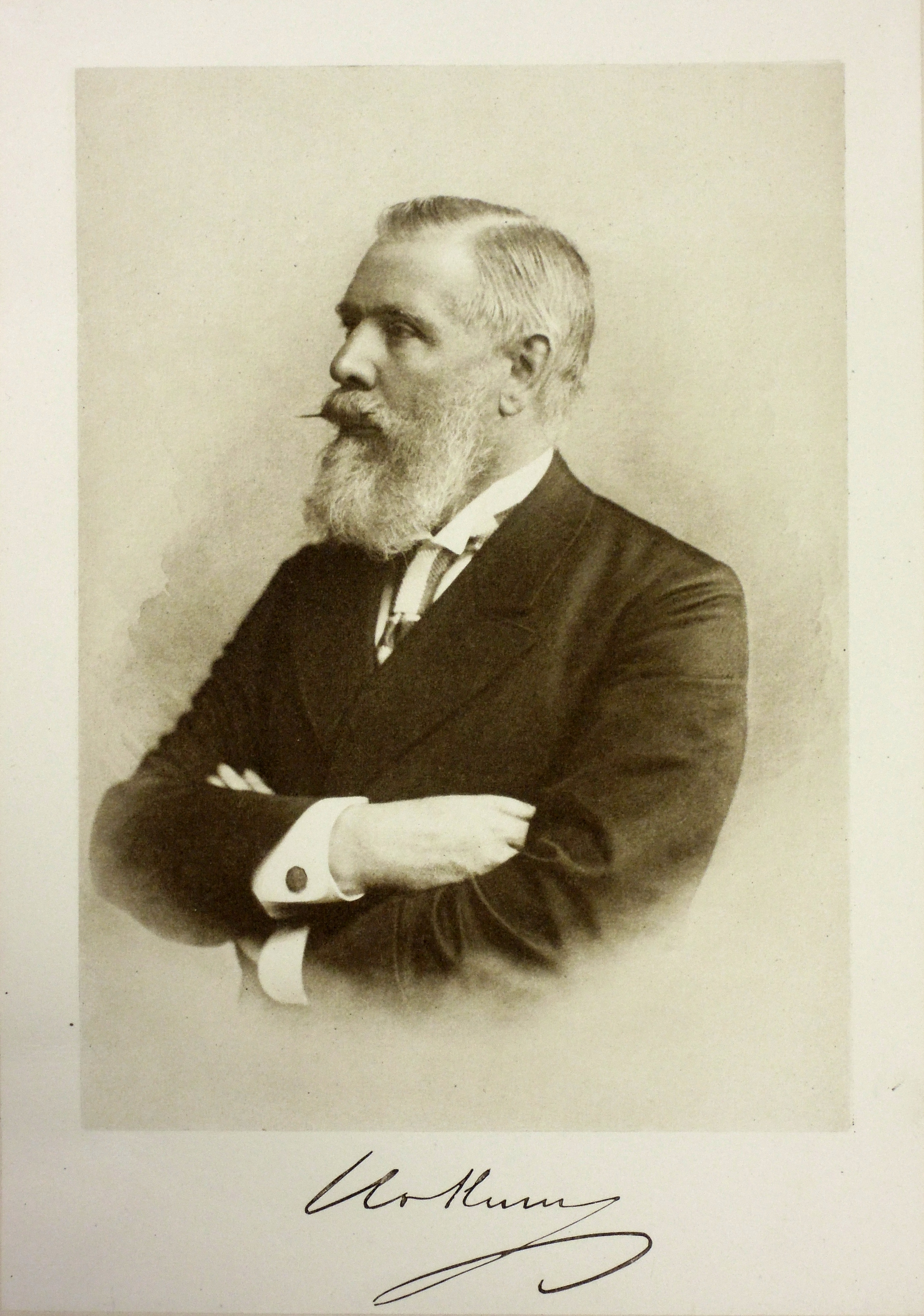
Carl Ferdinand von Stumm-Halberg

Stumm s'est engagé de manière décisive dans les questions sociales d'un point de vue autoritaire et patriarcal, à la fois en tant qu'industriel et plus tard en tant qu'homme politique. Il est l'un des cofondateurs du Parti conservateur libre, fondé en 1867. En 1867, il obtient un siège au Reichstag de la Confédération de l'Allemagne du Nord et à la chambre des représentants de Prusse. De 1871 à 1881, il est député du Reichstag pour la 6e circonscription de Trèves (Ottweiler-Saint-Wendel-Meisenheim), laquelle il renonce à son siège à la chambre des représentants de Prusse. Il y est essentiellement impliqué dans l'élaboration de la politique économique et sociale de l'Empire. Au Reichstag, il combat la législation sociale de Bismarck et soutient en même temps la lutte contre la social-démocratie. En 1895, von Stumm-Halberg est à l'origine du projet de loi sur le renversement et, en 1899, du projet de loi sur les prisons. Il a également une dispute agressive avec les soi-disant socialistes catholiques. En 1882, il est nommé à la chambre des seigneurs de Prusse après avoir renoncé à se présenter au Reichstag en 1881.
En matière de politique économique, il préconise des tarifs protecteurs dans l'intérêt de sa propre entreprise. Il poursuit la construction d'un canal reliant la Sarre au Rhin via Neunkirchen (canal Sarre-Palatinat (de)) afin de fournir à son entreprise de meilleures liaisons de transport. Dans le même temps, il essaie d'empêcher l'expansion prévue de la Sarre, car il aurait profité à l'usine sidérurgique de Völklingen concurrente de la famille Röchling (de). Stumm est un partisan convaincu d'un État autoritaire et d'un paternalisme conservateur, qui s'exprime clairement dans le style de gestion de l'aciérie. L'atténuation des problèmes sociaux de sa main-d'œuvre (par exemple, la construction d'un hôpital et d'une église à Brebach à partir de fonds privés) est un moyen de la maintenir tranquille et productive. Il fournit une aide sociale et a exigé une obéissance inconditionnelle en retour. Cela va si loin que ses employés doivent lui demander la permission avant de se marier. Dans son cercle dirigeant, il ne laisse aux travailleurs aucun espace pour l'initiative personnelle ni aucune possibilité d'activité politique ou syndicale Comme Alfred Krupp, Stumm-Halberg est également considéré comme un «représentant militant de la position de« maître à la maison ».
Lors d'une élection partielle le 20 mars 1889, Stumm est à nouveau élu au Reichstag pour la 6e circonscription de Trèves, où il rejoint le groupe parlementaire du parti impérial. Il est député du Reichstag sans interruption jusqu'à sa mort. En 1896, il est membre de la XIIe commission du Reichstag, qui procède aux dernières consultations sur le texte du BGB avant le débat en plénière au Reichstag. Il y exerce une influence particulière sur le droit de la famille. Il y représente les "motions Pauli" présentées officiellement par son collègue du groupe parlementaire Moritz Pauli (de). Ces motions demandent une meilleure position pour les femmes dans un total de 32 points. Ils sont rédigés par l'avocate Emilie Kempin en collaboration avec Stumm. Sur le plan du contenu, les améliorations en faveur des femmes ne sont pas allées aussi loin que le demandait le mouvement féminin contemporain, mais elles ont repris certains points importants des revendications des femmes (par exemple, la séparation de biens en tant que droit légal de propriété, l'égalité des femmes dans le droit de tutelle). Dans le domaine du droit de la famille, l'homme politique conservateur de droite vote avec les libéraux de gauche "Freisinnigen" et le SPD contre la majorité de la commission dans les points centraux.
Dans son pays natal, la région de la Sarre, la politique de Stumm dans les années 1880 et 1890 conduit à un conflit acharné avec l'Église protestante,engagée dans la question sociale. Stumm, qui est un mécène avéré de l'église protestante, s'en prend vivement aux pasteurs engagés dans la politique sociale, aux associations ouvrières protestantes et à la presse ecclésiastique, et ne recule pas devant la censure et la pression politique. Le pasteur de Brebach, Paul Haustein, est considéré comme un ami de la famille.

### Château d'Halberg

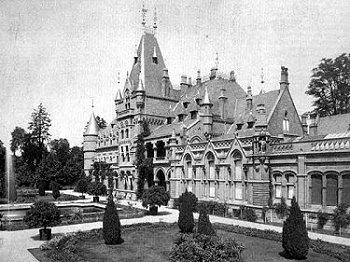
avant 1945

La famille vit d'abord dans le manoir Stumm de la Saarbrücker Straße à Neunkirchen (détruit en 1945), à proximité immédiate de l'usine. À partir de 1875, Stumm acquiert des terrains sur le Halberg (de) à Sarrebruck et y fait construire, dans les années 1877 à 1880, le château néogothique du Halberg (de) et l'église Stumm (de) toute proche, en concurrence avec ses frères Ferdinand Eduard von Stumm (de) et Hugo Rudolf von Stumm (de), qui font également construire de magnifiques châteaux dans le style de l'historicisme (château de Rauischholzhausen (de) et château de Ramholz (de)), inspirés des plans des architectes hanovriens Edwin Oppler (de) et Ferdinand Schorbach (de). L'architecte paysagiste de Francfort Heinrich Siesmayer conçoit le parc paysager environnant. Le 28 mai 1888 :94, Stumm, comme ses frères, reçoit une lettre de noblesse de l'empereur Frédéric III le nommant baron von Stumm, et en 1891 la permission de porter le double nom von Stumm-Halberg, qui est lié à la propriété du Halberg. En tant qu'invité du baron von Stumm-Halberg, l'empereur Guillaume séjourne au château d'Halberg. Alors que le château de Halberg a subi aujourd'hui d'importantes modernisations, les châteaux et parcs de ses frères Ferdinand (château de Rauischholzhausen) et Hugo (château de Ramholz) ont été préservés encore plus près de leur état d'origine. La fille aînée Ida Louise Henriette (mariée à Conrad von Schubert (de)) reçoit en dot le domaine viticole de Maximin Grünhaus (de). Le cimetière de la famille Stumm, situé sur la route d'accès à Halberg, où Stumm et ses proches sont enterrés, est vandalisé à la fin du XXe siècle et tous les monuments funéraires en fonte sont pillés. Entre-temps, la famille restaure le cimetière et le fait reconsacrer.

### Conséquences
L'influence décisive de Stumm sur la politique économique et sociale de l'empereur Guillaume II dans les années 1890 fait parler à Berlin de "l'ère Stumm". Bismarck l'aurait appelé «le roi Stumm», Friedrich Naumann le surnomme "le cheikh de la Sarrabie" en raison de sa richesse et de son apparence. Dans la langue vernaculaire sarroise, on lui a donné le nom de "Schlacke-Karl". De 1867 à 1869, Stumm et ses frères font don à la municipalité de Neunkirchen de l'église du Christ (de) de style néogothique située sur la place Unterer Markt, qui est intégrée dans les armoiries de la ville de district sous une forme héraldique stylisée en tant que "nouvelle église". Outre le financement partiel de la construction de l'église catholique église Sainte-Marie (de) à Neunkirchen par l'architecte hanovrien Ferdinand Schorbach (de) (1846-1912), qui est construit dans le style néo-roman entre 1884 et 1885, Stumm fait également don d'autres institutions caritatives.
En 1902, un mémorial lui est érigé à un emplacement central à Neunkirchen. La statue en bronze plus grande que nature (déplacée à la fin du XXe siècle dans la Stummstraße, sur la Stummplatz) représente Stumm en tant qu'entrepreneur avec des symboles de l'industrie du charbon et de l'acier (pinces à louche et moule). Le célèbre sculpteur berlinois Fritz Schaper le créé, le moulage en bronze est effectué dans la corporation vorm. Hermann Gladenbeck (de) et fils à Berlin-Friedrichshagen. Après la Seconde Guerre mondiale, le monument subit une petite «blessure de guerre» causée par un éclat d'obus à la cuisse, qui est "guérie" à la fin du XXe siècle.
En 1902, la veuve de Stumm fait en sorte qu'Alexander Tille (de) publie une édition de ses discours politiques à sa mémoire, estimée à l'origine à huit volumes.
Von Stumm-Halberg fait don de la tour Bismarck de Landstuhl (de), qui est construite en 1900 sur le Kirchberg à l'ouest de la ville et dont les coûts de construction s'élèvent à un total de 27 000 marks or. La tour est toujours debout aujourd'hui et mesure 19 mètres de haut. Du côté de l'entrée, une plaque de bronze commémore le fondateur. En 2009, la comédie musicale «Stumm» est créée par le «Projet musical Neunkirchen».
Le jour de son centième anniversaire, sa fille, la comtesse Bertha von Francken-Sierstorpff (de), lui érige un monument en faisant publier une biographie par le jeune historien Fritz Hellwig.

## Travaux
Les discours du baron Carl Ferdinand von Stumm-Halberg. Édition complète historique critique. par Alexander Tille (de). 12 volumes. O. Elsner, Berlin 1906-1915.